# Bitterballen

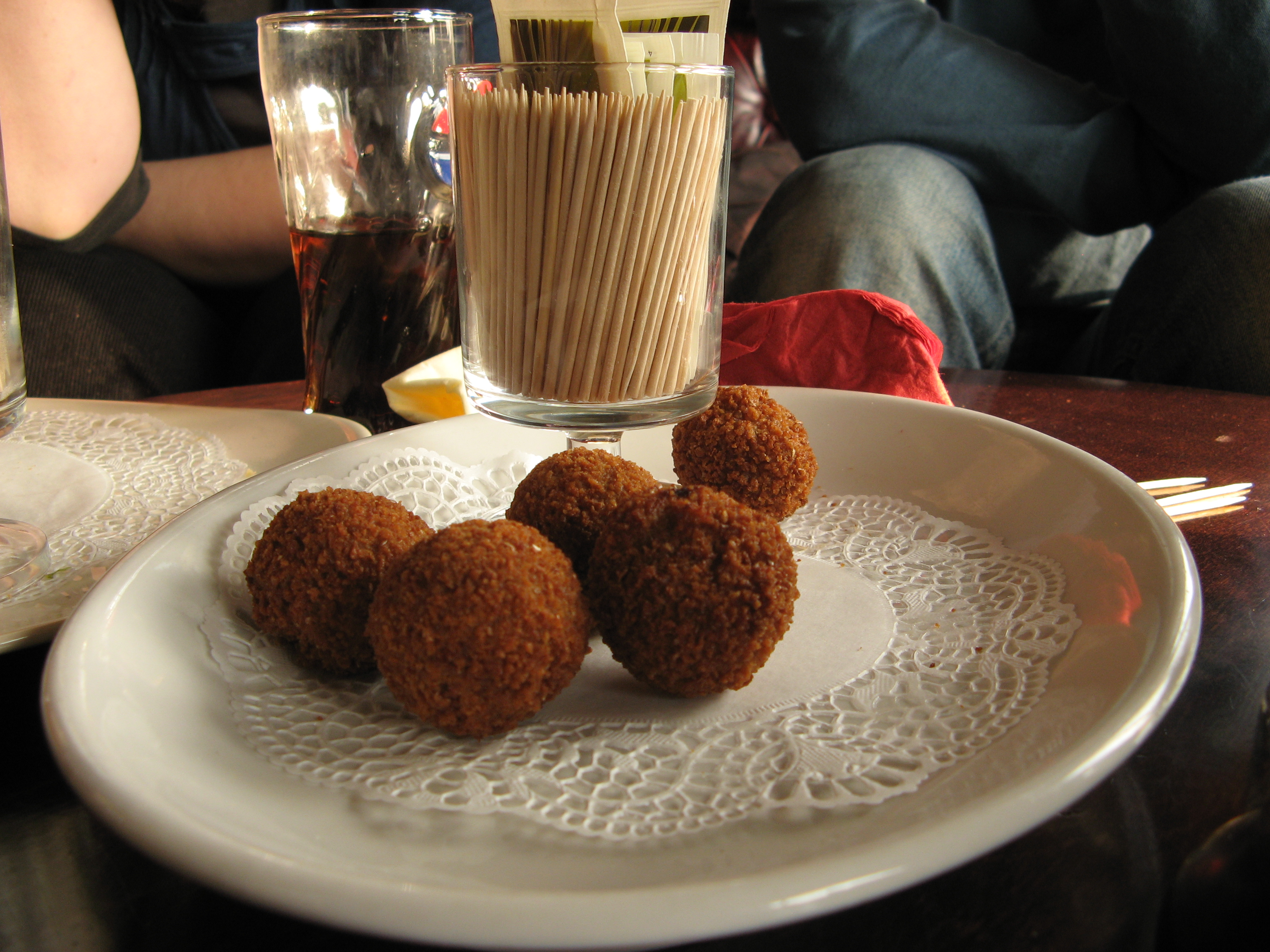
Unos bitterballen.

Bitterballen son un tipo de snack tradicional de la cocina holandesa elaborada a base de carne picada de vaca, caldo de carne, harina y mantequilla, todo ello aliñado con perejil, sal y pimienta molida. Algunas recetas incluyen también curry en polvo o nuez moscada. 

## Características
Los ingredientes se suelen combinar y cocinar en forma de croqueta que se suele refrigerar antes de cocinar para que los elementos que forman el bitterballen se liguen. Suelen tener una forma redonda (generalmente de tres centímetros de diámetro, pudiendo llegar a tamaños de cinco centímetros) y se recubren de pan rallado y huevo batido antes de ser fritos, esto hace que tengan una textura final muy crujiente. Se suelen servir en un ramekin o en un pequeño bol con unas gotas de mostaza para mojar. Es un alimento muy popular en los menús de los pubs, los bitterballen son muy similares a los kroketten o croquetas en sus ingredientes y preparación/métodos de cocinado, pero los kroketten tienen una forma oblonga similar a una salchicha, siendo por regla general más largos.

## Cultura Popular
El popular cómico holandés Toon Hermans recrea en una comedia a las bitterball en un gag titulado Het leven is een bitterbal (La vida es un bitterbal).